# Muay thai
La Muay thai (in thailandese มวยไทย, muai thai; [mua̯j tʰaj] ), noto anche come thai boxe, boxe tailandese o pugilato tailandese, è un'arte marziale e sport da combattimento che ha le sue origini nella Mae Mai Muay Thai (Muay Boran), antica tecnica di lotta tailandese. Esso utilizza una vasta gamma di percussioni in piedi e di tecniche d'aggancio (clinch). 
La disciplina è nota come "l'arte delle otto armi" o "la scienza degli otto arti" perché consente ai due contendenti che si sfidano di utilizzare combinazioni di pugni, calci, gomitate e ginocchiate, quindi otto parti del corpo utilizzate come punti di contatto rispetto ai due del pugilato, oppure ai quattro della kick boxing, con un'intensa preparazione atletica e mentale che fa la differenza negli scontri a contatto pieno.
Il muay thai originale divenne popolare nel XVI secolo in patria, ma si diffuse internazionalmente solo nel XX secolo, dopo alcune modifiche regolamentari e quando diversi artisti marziali thailandesi si confrontarono con i rappresentanti di varie arti marziali.

## Etimologia

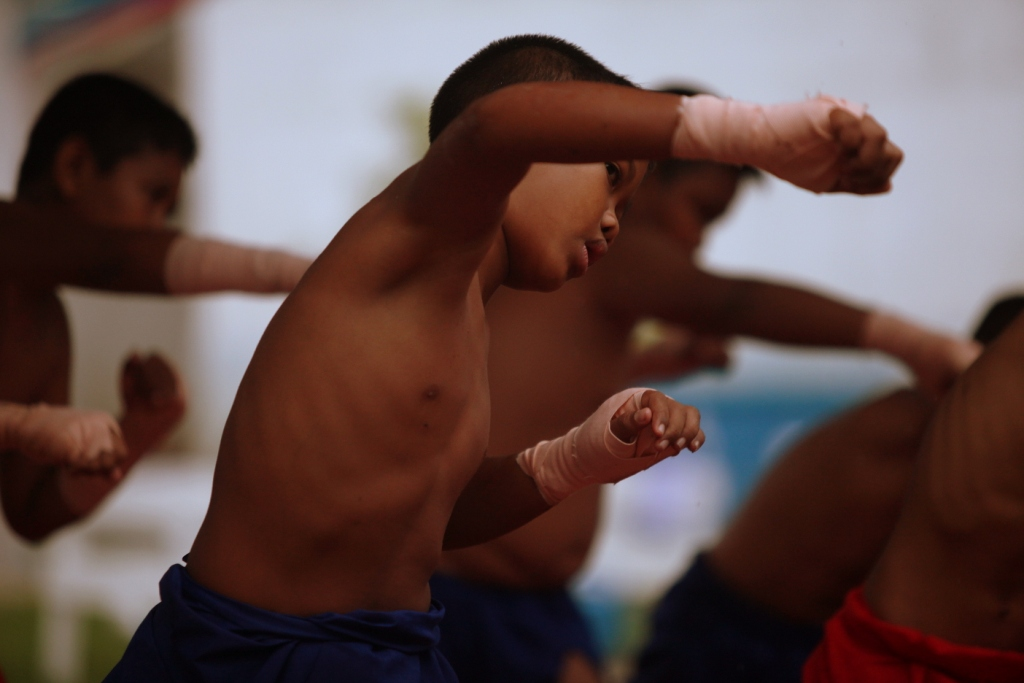
Alcuni bambini imparano la disciplina in Thailandia

La parola muay, che significa 'combattimento', 'pugilato' o anche 'lotta', deriva dal sanscrito mavya che significa 'unire'; la parola thai è invece un aggettivo di origine nazionale, il cui significato originale è "[popolo] libero" (in maniera analoga al significato del nome dei franchi). Il termine Muay thai è quindi traducibile con 'combattimento/pugilato/lotta/scontro tailandese' o 'combattimento dei tailandesi'. In inglese il nome viene spesso tradotto con thai boxing; a volte questo genera confusione, perché si pensa che esista una differenza fra il muay thai e la thai boxe, con quest'ultima che sarebbe una variante regolamentare occidentale: in realtà i due termini sono sinonimi ed indicano la stessa disciplina.
Un praticante di muay thai è conosciuto come Nak Muay; i praticanti occidentali sono a volte chiamati Nak Muay Farang, che significa 'pugile straniero'

## Storia e diffusione del muay thai

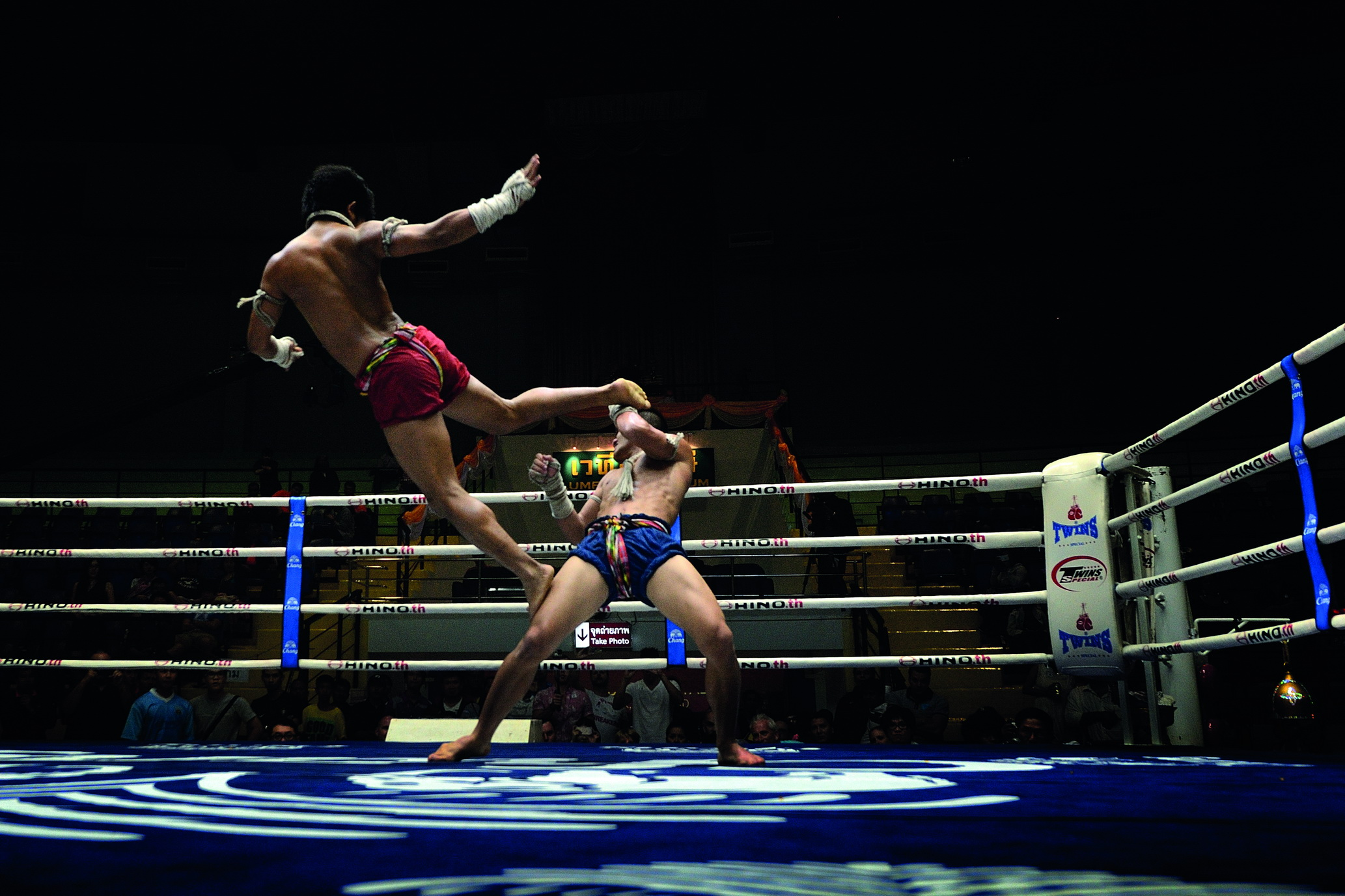
Una dimostrazione muay boran al Lumpinee Boxing Stadium, Bangkok

Il muay thai ha origine nell'antico Regno del Siam (attuale Thailandia) e, come per il resto delle altre arti marziali, le sue origini si perdono nel più remoto e misterioso passato fatto di guerre e razzie. L'invasione con cui i birmani posero fine al Regno di Ayutthaya, radendo al suolo la capitale omonima, provocò la distruzione di gran parte degli archivi storici e culturali. Le notizie sull'antico Siam si basano sui pochi scritti salvati dalla distruzione e sulle cronache dei regni confinanti, e non si possono quindi considerare pienamente attendibili. Sulla controversa storia del popolo thai e la misteriosa nascita del muay thai esistono due teorie: la prima sostiene che il popolo degli Ao-Lai fu costretto a difendersi dai continui attacchi dei predoni e dei popoli nei territori che attraversarono durante il periodo migratorio (tibetani, cinesi, khmer, birmani e altri); la seconda afferma che il popolo degli Ao-Lai era già presente in quei territori e che doveva difendersi dalle invasioni dei popoli confinanti.
Prendendo in considerazione la prima teoria, si narra che tutto abbia avuto origine attorno al I secolo dalla tribù degli Ao-Lai, i quali, intorno all'anno 200 a.C., migrarono dal nord dell'India fino alla valle del Mekong per poi raggiungere quello che sarebbe diventato il Regno del Siam, passando attraverso il Tibet orientale, a sud delle ricche vallate dell'odierno Yunnan, nella Cina di sud-ovest, da dove si spostarono in tutte le direzioni arrivando fino ai confini dell'impero per poi puntare di nuovo verso sud; a questo punto il popolo degli Ao-Lai si divise in tre gruppi:
- Gli shan, che si stanziarono nel nord-est dell'odierna Birmania
- Gli Ahom, che si diressero ad est fino al Vietnam
- Gli Ao-Lai che mantennero il nome e si diressero verso la terra che sarebbe diventata la loro patria, il Regno del Siam.

A scopi difensivi gli Ao-Lai crearono uno stile di lotta che prevedeva l'uso delle armi e il combattimento corpo a corpo chiamato Krabi Krabong. Intorno al 1700 i due differenti stili di combattimento si scissero e divennero;
- Krabi Krabong, lo stile che prevedeva l'uso delle armi (spada, lancia, giavellotto, pugnale, bastone).
- Muay thai, lo stile di combattimento corpo a corpo che prevedeva l'uso delle braccia (gomiti, avambracci), delle mani (dita e nocche), delle gambe (tibia e ginocchia), della testa e dei piedi (pianta dorso e talloni).

La storia di quest'antica arte marziale va di pari passo con la storia della nazione e di conseguenza anche il muay thai nel corso degli anni ha subito notevoli cambiamenti, fino a raggiungere la forma odierna. Seguendo questo percorso storico si può constatare che come tutte le arti marziali anche il muay thai ha avuto origine nel tempio cinese Shaolin, e le sue prime tracce si possono collocare nel periodo storico che ha preceduto il Regno di Sukhothai (200 a.C. – 1238) e attribuire ai monaci buddhisti indiani, che furono mandati nella regione chiamata Dvaravati (che si estendeva nelle odierne Bassa Birmania, Thailandia centrale e Cambogia orientale).
Contemporaneamente iniziò la migrazione del popolo degli Ao–Lai con un inesorabile incontro con le popolazioni locali dove vi fu un'integrazione e scambio culturale e iniziò la diffusione del muay thai. Dopo tale periodo vii fu l'era Sukhothai (1238 – 1377), la città divenne la capitale del popolo siamese e assunse anche una grande importanza religiosa. In questo periodo il muay thai era conosciuta come Mai Si Sok, divenne fondamentale per i soldati in tempo di guerra, mentre era usata come sistema di difesa e come allenamento per tenersi in costante forma in tempo di pace. Sempre in questi anni il re Ramkhamhaeng scrisse il Tamrab – Pichei – Songkram, il libro per imparare l'arte della guerra.
In seguito la Mai Si Sok prese il nome di Pahuyuth nell'era Ayutthaya (1377 – 1767). La capitale del regno diventò la città d'Ayutthaya e la Pahuyuth divenne fondamentale nelle innumerevoli guerre contro i popoli dei regni vicini, diventando anche un elemento fondamentale per elevare la propria posizione sociale in quanto era praticata oltre che nei villaggi anche e soprattutto alla corte reale. Gli stessi re, affascinati e rapiti dalla bellezza della Pahuyuth, la praticarono la soprannominarono “l'arte dei re”. I più leggendari di questi sovrani furono Naresuan (1590 – 1605, durante il cui regno il popolo siamese fu soprannominato “il popolo delle otto braccia”) e Sanpeth VIII, conosciuto in seguito come Phra Buddha Chao Sua (in italiano il Re Tigre) per la ferocia in combattimento (1703 – 1709). In questo periodo particolare possiamo assistere ad una prima fase importante della trasformazione della Pahayuth verso il muay thai sportiva contemporanea.
Prima di allora era utilizzata solo in guerra, e divenne poi anche come un efficace sistema di difesa, per poi passare ad una forma sportiva che prese il nome di Dhee Muay o Dhoi Muay. I contendenti si affrontavano davanti ad un pubblico in occasione di celebrazioni religiose o di festività e i duelli si svolgevano all'interno delle corti o delle piazze. Questi incontri non avevano limiti di tempo, non avevano categorie di peso e i contendenti si affrontavano senza protezioni. Gli incontri finivano per KO, per morte dell'avversario o per abbandono e molto spesso i lottatori erano costretti ad affrontare più incontri nella stessa giornata. I sovrani rimasero talmente ammaliati dalla Pahuyuth che crearono un particolare plotone che sviluppò il muay Luang, una forma di Pahuyuth molto tecnica e sofisticata che serviva alla protezione della famiglia reale e alla difesa della patria. Gli ufficiali di questo plotone prendevano il nome di Dhamruot Luang, Gong Tanai Luak o Grom Nak Muay.
Solo in seguito, quando ormai gli incontri erano all'ordine del giorno, fu introdotto per esigenza l'uso dei Kaad Chiek, protezioni per avambracci e mani fatte di corda di canapa non raffinata che oltre a proteggere l'atleta servivano ad aumentare l'incidenza dei colpi con i Gon Hoi (aggiunte di corda di canapa sulle nocche che formavano delle protuberanze). L'efficacia dei colpi fu aumentata ulteriormente bagnando prima degli incontri i Kaad Chiek, che asciugandosi s'indurivano maggiormente. Si narra che solo in alcune circostanze e con il consenso dei combattenti, i Kaad Chiek venivano immersi nella resina, o in un qualsiasi altro tipo di sostanza collosa, per poi cospargerle di materiale abrasivo come frammenti di vetro o di pietra, rendendo così le mani armi micidiali. Solo in seguito furono introdotte, al posto dei Kaad Chiek, i bendaggi in corda con dei nodi sulle nocche per poi passare ai guantoni. In questi anni grazie alla pratica della Pahuyuth l'esercito siamese fu molto temuto dai popoli vicini, ma questo non fermò la Birmania, che nel 1767 riuscì a conquistare la città d'Ayutthaya dando origine alla "leggenda di Nai Khanom Thom".

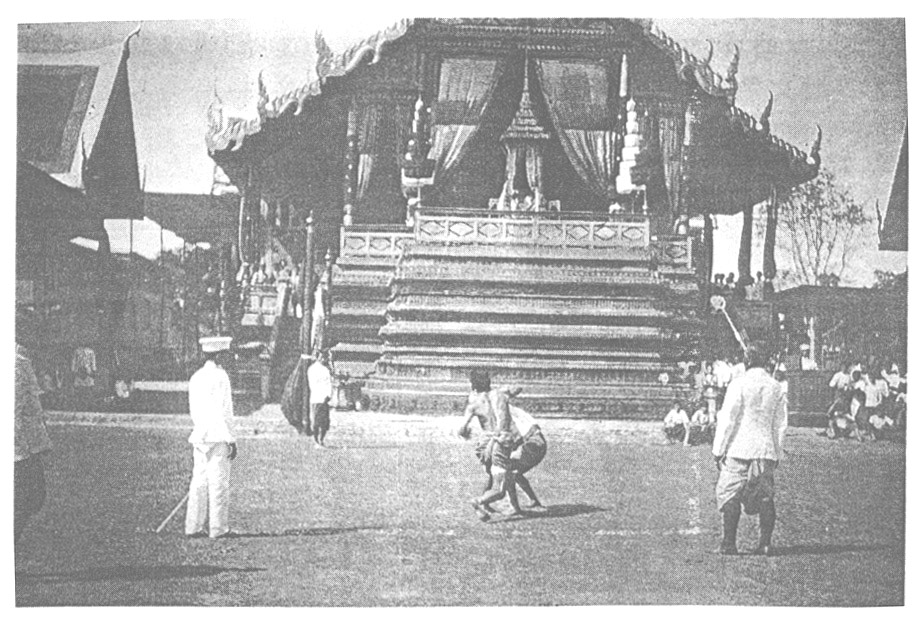
Muay Thai durante il periodo Rattanakosin

Nelle tre successive fasi storiche, quella di Thomburi (1767 – 1782), nel 1° periodo Rattanakosin (1782 – 1868) e 2° periodo Rattanakosin (1868 – 1925), la capitale del Siam fu trasferita lungo le rive del fiume Chao Phraya. Dopo i 15 anni di Thonburi, venne spostata sulla sponda opposta del fiume, nell'odierna Bangkok, in un piccolo villaggio che fu ingrandito e ribattezzato prima Krung Rattanakosin e più tardi un lungo nome cerimoniale la cui prima parte, Krung Thep Maha Nakorn, è tuttora il nome ufficiale di Bangkok. Nell'era Rattanakosin la Pahayuth prese il nome di Mae Mai Muay Thai o Mai Muay Thai e durante questo periodo ebbe la sua consacrazione. Fu introdotta nelle scuole come materia di studio e vi rimase fino al 1921. In questi anni tutti volevano praticare la Mae Mai Muay Thai, ogni paese organizzava celebrazioni e feste durante le quali vi erano esibizioni di Mai Muay Thai. Questo comportò un inevitabile confronto fra combattenti di diverse regioni, ognuna delle quali aveva un proprio stile di combattimento. Secondo una ricostruzione storica, tre furono le correnti di stili regionali più importanti che influenzarono il muay thai moderna, quelle di Korat, Lopburi e Chaya.
- Lo stile di Korat prevedeva una guardia bassa e molto stabile con pugni e calci molto potenti, eseguiti in combinazione di due o tre colpi. Erano usati dei Kaad Chiek che coprivano l'atleta per l'intera lunghezza dell'avambraccio, così facendo si aumentava l'efficacia dei colpi in attacco e migliorava notevolmente la difesa.
- Il Lopburi era basato sulla velocità e sulla precisione d'esecuzione di una sequenza di quattro, cinque colpi. La guardia, a differenza dello stile Korat, è molto alta e meno stabile e ciò permette una maggiore agilità, (caratteristiche principali dello stile Hanuman). I Kaad Chiek ricoprivano solo le mani con dei rinforzi sulle nocche (gon hoi).
- Il Chaya era uno stile che prevedeva colpi di gomito, ginocchio, pugni e calci particolari, colpi d'incontro con continui spostamenti laterali, arretramenti e avanzamenti. I Kaad Chiek coprivano interamente gli avambracci e sulle mani e sulle nocche erano presenti dei rinforzi (gon hoi).

Oltre a questi tre stili, vi era quello detto Muay Pra Na Korn. Questo stile deriva dalla fusione dei tre precedenti, avvenuta all'inizio dell'era Rattanakosin. L'esecuzione dei colpi poteva essere molto veloce o molto potente, anche la guardia poteva cambiare in base all'evolversi del combattimento. I Kaad Chiek coprivano interamente le mani e gli avambracci. In questo periodo furono costruite le prime arene permanenti per i combattimenti, solo dopo il 1925 si sviluppò la necessità di avere delle regole ben precise. Solo dopo il 1945 furono introdotte le categorie di peso, i round, i guantoni per proteggere le mani e la conchiglia per i genitali (all'inizio fatta di corteccia, in seguito una conchiglia di mare avvolta in un panno per poi diventare quella che si usa oggigiorno), gli incontri si spostarono sui ring e si abbandonarono le strade e le piazze.
Dopo le arene furono costruiti gli stadi, fra i più importanti ci sono il Rajadamnern Stadium (costruito fra 1941 e il 1945 ed inaugurato il 23 agosto dello stesso anno) e il Lumpinee Boxing Stadium (costruito nel dopo guerra e inaugurato l'8 dicembre del 1956). La Mae Mai Muay Thai prese definitivamente il nome muay thai nel periodo in cui il regno divenne una monarchia costituzionale con la cosiddetta rivoluzione siamese del 1932, che il 24 giugno 1939 fu ribattezzato Regno della Thailandia ("terra degli uomini liberi"). Durante la Seconda guerra mondiale tornò di nuovo a chiamarsi Siam per poi diventare di nuovo e permanentemente Thailandia l'11 maggio 1949. Solo dopo gli anni settanta il muay thai fu praticata e iniziò a diffondersi nel mondo occidentale. Da allora, la versione codificata della muay thai professionale da quadrato (ring) e della tecnica di autodifesa si sono diffuse nei paesi dell'ex URSS, negli Stati Uniti, nel Regno Unito, in Francia e nei Paesi Bassi.

## Amuleti
Pra Krueng

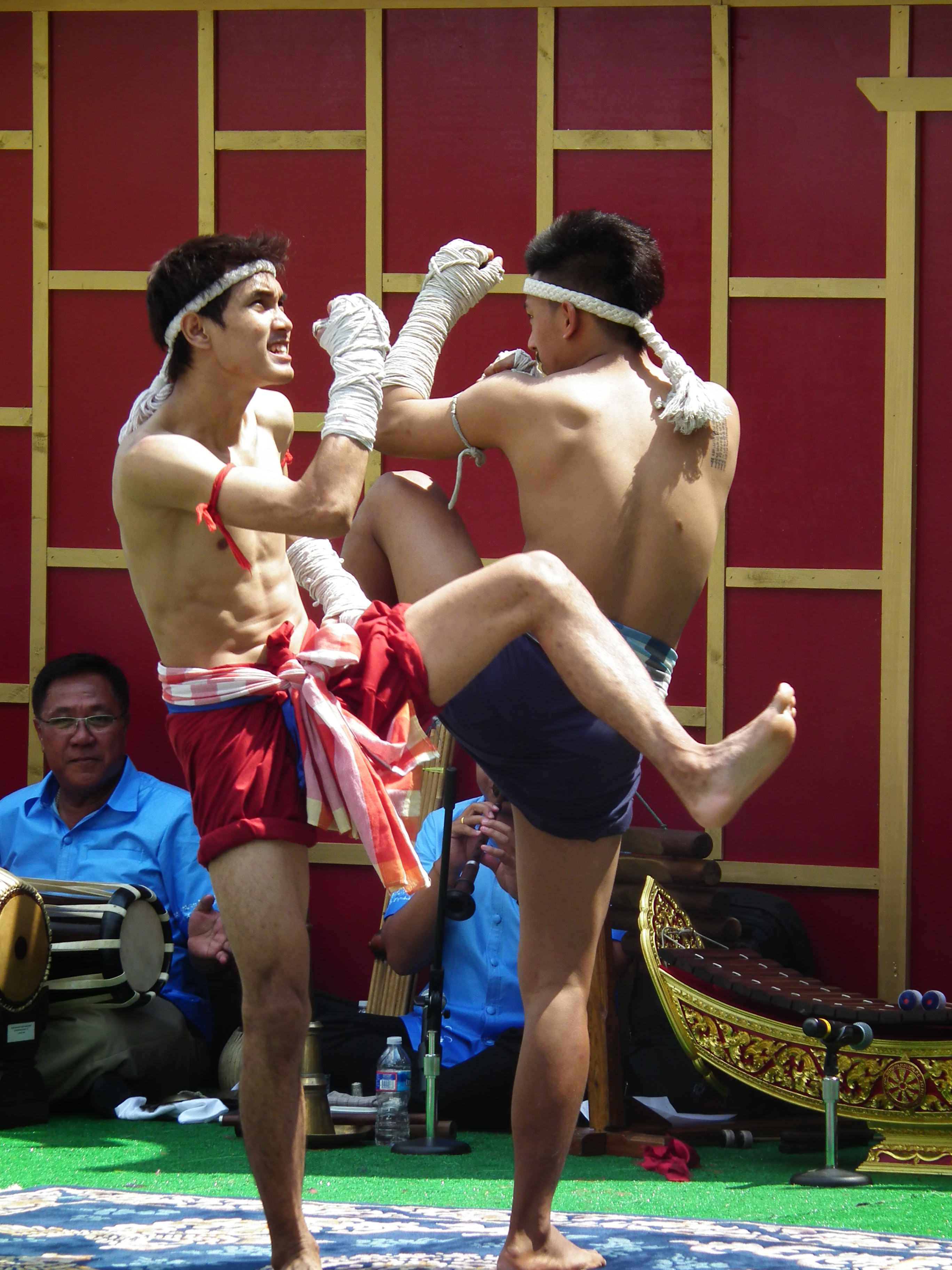
Combattenti indossano una fascia famosa nella disciplina.

Piccola immagine sacra del Budda che veniva inserita all'interno del Mongkon e del Kruang Ruang dell'atleta, e serviva come portafortuna e per scacciare gli spiriti maligni
Kruang Ruang
Bracciale di stoffa, di corda intrecciata o di qualsiasi altro tessuto, fatto dal proprio maestro, si può portare singolarmente o su entrambe le braccia del combattente. Al suo interno può incorporare simboli e/o piccoli oggetti venerati dall'atleta, il suo significato e il suo contenuto lo conoscono solo il maestro e l'atleta. Il materiale per creare il Kruang Ruang viene fornito dall'allievo, questo processo di preparazione serve per dare protezione al combattente e creare un legame indissolubile fra allievo e maestro.
Pirod
Bracciale di stoffa, di corda intrecciata o di qualsiasi altro tessuto, fatto dal maestro, si può portare singolarmente o su entrambe le braccia. Si prepara come il Kruang Ruang e si indossa in alternativa su un braccio all'altezza del bicipite. Si narra che in passato il Pirod poteva essere fatto anche con un intreccio di stoffa e di legno rattan.
Dhagrut
Piccoli amuleti fatti in bronzo o alcune volte in argento raffiguranti simboli sacri, che avevano lo scopo di proteggere il guerriero che li indossava. Si poteva portarne anche più di uno e talvolta si potevano inserire nei Kruang Ruang o nei Pirod, se le loro dimensioni lo permettevano e se non erano di intralcio ai movimenti del combattente.
Pitsamorn
Amuleti fatti con foglia di palma inserita in un rivestimento di fibra naturale raffiguranti simboli sacri simili ai Dhagrut. Si possono inserire all'interno del Kruang Ruang o del Pirod sempre se le dimensioni lo consentono e sempre se non sono d'intralcio nei movimenti del combattente.
Waahn
Erba che, se associata ad un rituale magico, forniva all'atleta che la custodiva all'interno del Mongkon, Kruang Ruang o del Pirod forza e virilità maggiore durante l'incontro. Alcuni atleti bevono un infuso di quest'erba (simile alla nostra cipolla) prima dell'incontro per aumentare la propria forza.
Prajied (non è un vero amuleto)
Bracciale che identifica il grado di abilità dell'atleta nella pratica del muay thai e che prende il nome di khan. Spesso viene confuso con il Kruang Ruang, la differenza è che il Kruang Ruang viene fatto dal proprio maestro e assume un significato molto importante nella vita del combattente, mentre il Prajied non ha nessun significato mistico-religioso e può essere fatto dall'allievo stesso, inoltre il Prajied cambia la propria colorazione in base al khan di appartenenza.
Mongkon
Amuleto protettivo di forma circolare che si indossa sul capo prima del combattimento. Il Mongkon viene applicato all'atleta dal suo maestro e solo da lui rimosso con rito propiziatorio prima dell'inizio del match, questo rituale prende il nome di Pitee Tod Mongkon.
Il significato di questo amuleto è molto particolare e molto importante, perché rappresenta il maestro, il campo di appartenenza, gli insegnamenti ricevuti e tutti i confratelli del campo. Ad ogni vittoria del combattente, il maestro prende un pezzo del Kruang Ruang dell'allievo e lo unisce al proprio Mongkon con una cerimonia propiziatoria, così facendo si trasferisce il vigore del guerriero vincente nel Mongkon che proteggerà e infonderà maggiore vigore al nuovo combattente che lo porterà in seguito. Secondo una leggenda, in tempi antichi per creare questa corona magica venivano utilizzati serpenti velenosi che donavano al combattente prosperità e vigore atletico.
Suea - yan e Paa -yan
Tessuti di varia forma (Suea-yan maglietta tradizionale di colore rosso, Paa-yan fazzoletto tradizionale) con raffigurazioni e simboli mistici di energia chakra benedetti dai monaci, che venivano indossati o inseriti all'interno di altri amuleti come Mongkon o Kruang Ruang. Spesso gli atleti portano la simbologia magica permanentemente tatuata sul corpo. Pratica molto diffusa in Thailandia specialmente presso famosi templi come il Wat Bang Phra, questi tatuaggi praticati dai monaci buddisti prendono il nome di Sak-yant o Yantra. Le raffigurazioni sacre non possono essere tatuate sotto la vita perché i simboli sacri non possono essere fatti in parti del corpo impure. Secondo l'educazione, la testa è la parte più pura del corpo perché è la più in alto, mentre i piedi sono la parte più impura.
Chakra
Molte discipline orientali basano il proprio fondamentale teorico sull'esistenza dei meridiani, che nella medicina tailandese sono denominati Sen. Secondo questa teoria, attraverso la respirazione penetra nel corpo l'energia che lo mantiene in vita. L'energia si diffonde in tutto il corpo, attraverso dei canali, detti appunto “meridiani”, che confluiscono nei centri di energia detti chakra. Secondo antiche credenze, ancora oggi vengono tatuati nei punti meridiani dei simboli chakra o, in alternativa, preghiere buddiste.
Phuang Malai
Sono ghirlande di fiori (quali orchidee, garofani, gelsomino e margherite) che vengono portate dal combattente prima dell'incontro sul petto nudo. Queste ghirlande sono di buon auspicio, allontanano gli spiriti maligni e favoriscono la protezione degli spiriti benigni. Vengono utilizzate anche e soprattutto nella vita quotidiana come segno di felicità e di benevolenza. Queste ghirlande hanno lunghezze, colorazioni e disegni differenti in base alle regioni di provenienza; nonostante siano tutte differenti, hanno tutte le stesse forme (assomigliano a delle collane).
Whan Nan Chan Kok
La Whan Nan Chan Kok è una radice tossica che cresce agli argini dei fiumi. Questa radice veniva usata nel passato prima di un incontro all'ultimo sangue. Il guerriero thai veniva cosparso di un unguento ricavato dalla lavorazione di questa radice che provocava un'immediata reazione al contatto con la pelle del guerriero, provocando una formazione di bolle sulla cute.
Queste bolle servivano per salvare il combattente dalle ferite profonde create dalle tecniche atte al taglio della pelle negli scontri all'ultimo sangue. Questa radice velenosa veniva usata per difesa e non per offesa dei combattenti.

## Classificazione dei praticanti

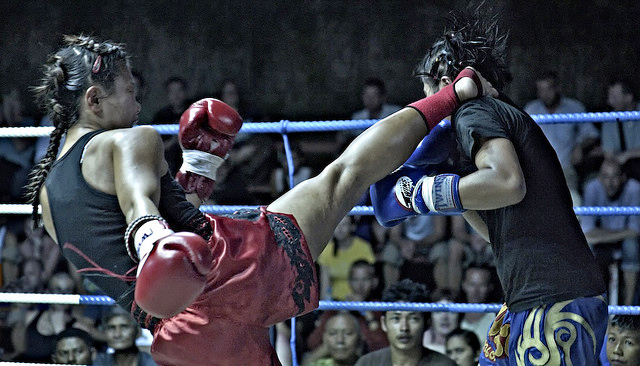
Due donne si sfidano in un ring

Il Muay thai nacque dall'esigenza del popolo siamese di proteggersi dalle aggressioni nemiche: per questo motivo si può supporre che gli allenamenti in passato fossero molto duri e le tecniche trasmesse erano quelle che potevano migliorare le doti naturali di combattimento dell'atleta e renderlo invincibile, forse trascurando le tecniche dall'esecuzione più complessa. Fu probabilmente questo il motivo per cui non vi erano in Thailandia gradi o cinture che identificavano la conoscenza delle tecniche di combattimento come nelle altre arti marziali. Questa filosofia d'insegnamento ha prodotto formidabili e micidiali combattenti e le relative leggende, ma ha portato alla scomparsa di molte tecniche che sono andate perdute.
Con la diffusione in occidente del Muay thai è maturata l'esigenza di regolamentare questa arte per offrire agli atleti occidentali una conoscenza più ampia e per assicurare che le tecniche rimaste non vadano a loro volta perdute: a tale scopo negli anni Novanta le tecniche del Muay thai furono divise in dodici gradi, che prendono il nome di Kan.
Una volta stabiliti, i Kan furono sottoposti all'esame dei migliori maestri dell'epoca i quali, dopo una scrupolosa analisi, fecero in modo che i Kan diventassero quindici. Furono quindi scelti i cinque migliori maestri e insigniti del Mongkon dorato (XV Kan), i quali scelsero a loro volta venti maestri che furono insigniti con il Mongkon d'argento (XIV Kan); per tutti gli altri Kan basta sostenere un esame, mentre per gli ultimi due non esistono esami ma si ottengono per anzianità. Il XIII Kan viene assegnato dal maestro al proprio allievo quando lo ritiene pronto per divulgare i suoi insegnamenti e gli dona il Mongkon.
Per distinguere i vari Kan fra loro, sono stati introdotti i prajied e i mongkon di diverse colorazioni: possiamo quindi sostenere la tesi secondo cui in realtà i Kan siano tredici e non quindici, perché non esistono esami per ottenere gli ultimi due Kan.
Secondo la regolamentazione di alcune associazioni e federazioni italiane e internazionali, i Kan sono struttati come segue:
- I KAN prajied bianco
- II KAN prajied giallo
- III KAN prajied giallo e bianco
- IV KAN prajied verde
- V KAN prajied verde e bianco
- VI KAN prajied blu
- VII KAN prajied blu e bianco
- VIII KAN prajied marrone
- IX KAN prajied marrone e bianco
- X KAN mongkon rosso
- XI KAN 1º livello mongkon rosso e bianco (tirocinante istruttore base)
- XI KAN 2º livello mongkon rosso e bianco (tirocinante istruttore avanzato)
- XII KAN 1º livello mongkon rosso e giallo (istruttore base)
- XII KAN 2º livello mongkon rosso e giallo (istruttore avanzato)
- XIII KAN 1º livello mongkon rosso e argento (alto istruttore base)
- XIII KAN 2º livello mongkon rosso e argento (alto istruttore avanzato)
- XIV KAN mongkon argento (maestro)
- XV KAN mongkon dorato (gran maestro)

## Mitologia tradizionale

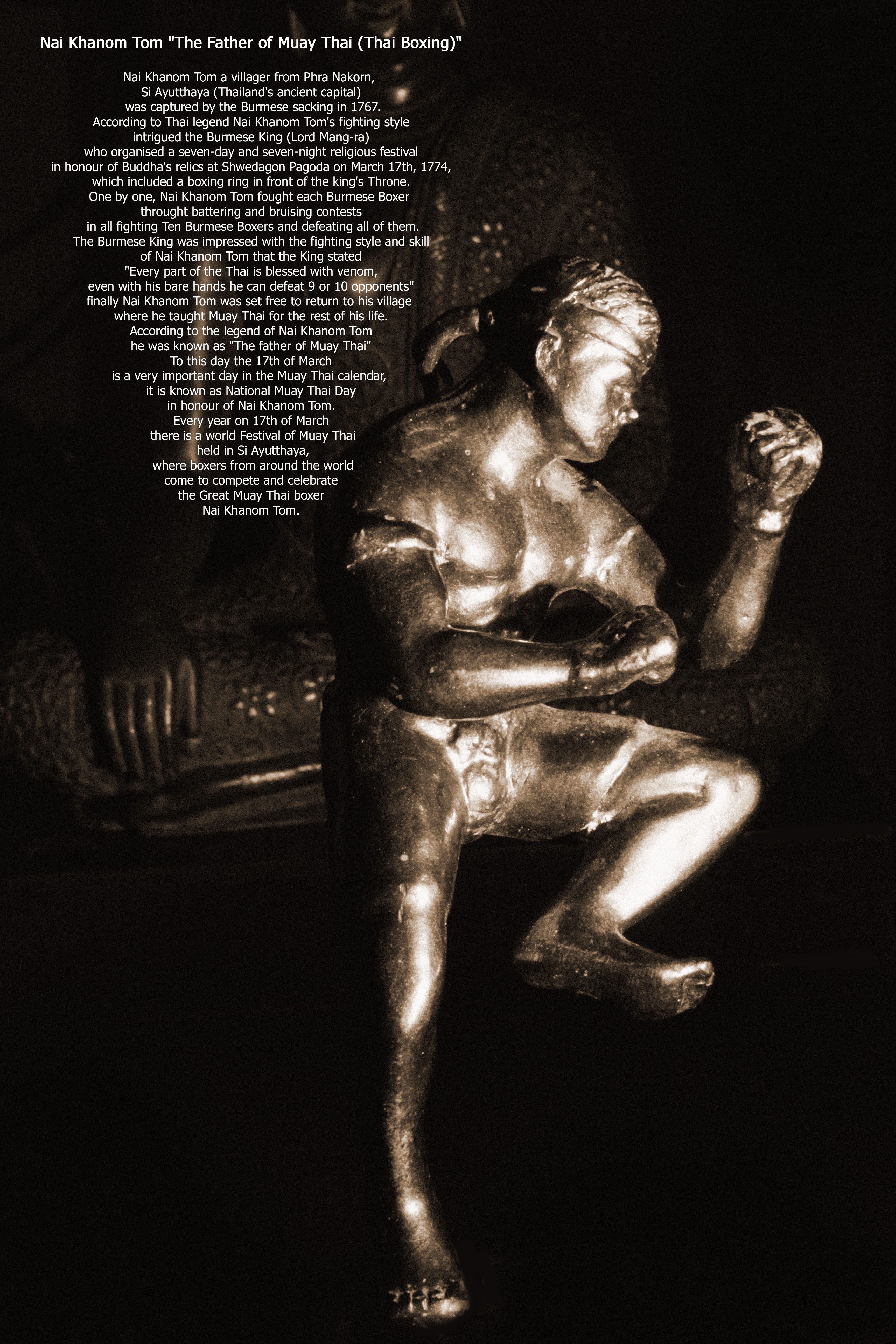
Nai Khanomthom
Si narra che durante la guerra fra il regno del Siam e la Birmania del 1767, la capitale Ayutthaya venne distrutta dagli invasori birmani. Coloro che non riuscirono a scappare furono fatti prigionieri e deportati come schiavi. Il re birmano Hsinbyushin organizzò dei tornei per celebrare la vittoria, dove fece combattere i suoi migliori guerrieri contro i guerrieri siamesi che aveva fatto prigionieri, utilizzati come gladiatori. Durante questi incontri, il re rimase affascinato dai combattimenti di uno dei prigionieri, il cui stile assomigliava in parte a quello dei migliori guerrieri birmani che praticavano il Parma (arte che prediligeva colpi di braccia in quanto l'abito che indossavano impediva movimenti molto vistosi delle gambe).
Ammaliato dalla Pahuyuth e dallo stile di questo guerriero misterioso, il sovrano diede ordine che affrontasse i dieci migliori guerrieri birmani. Il lottatore siamese riuscì a vincere tutti i dieci avversari (che fu costretto ad affrontare) con colpi potenti, veloci e precisi ed il re, stupito dall'impresa, concesse la libertà a lui e ad altri prigionieri catturati ad Ayutthaya. Nacque in tal modo una delle più famose leggende del popolo tailandese: quella di Nai Khanom Thom. Da allora, la figura di questo eroe viene vista come anima ed essenza del muay thai, pronto al sacrificio anteponendo ai propri interessi l'onore, l'amore per la patria, la propria religione, il proprio maestro e la propria scuola. Il 17 marzo è il giorno in cui viene celebrata la festa di Nai Khanom Thom.
Phraya Phichai Dab Hak

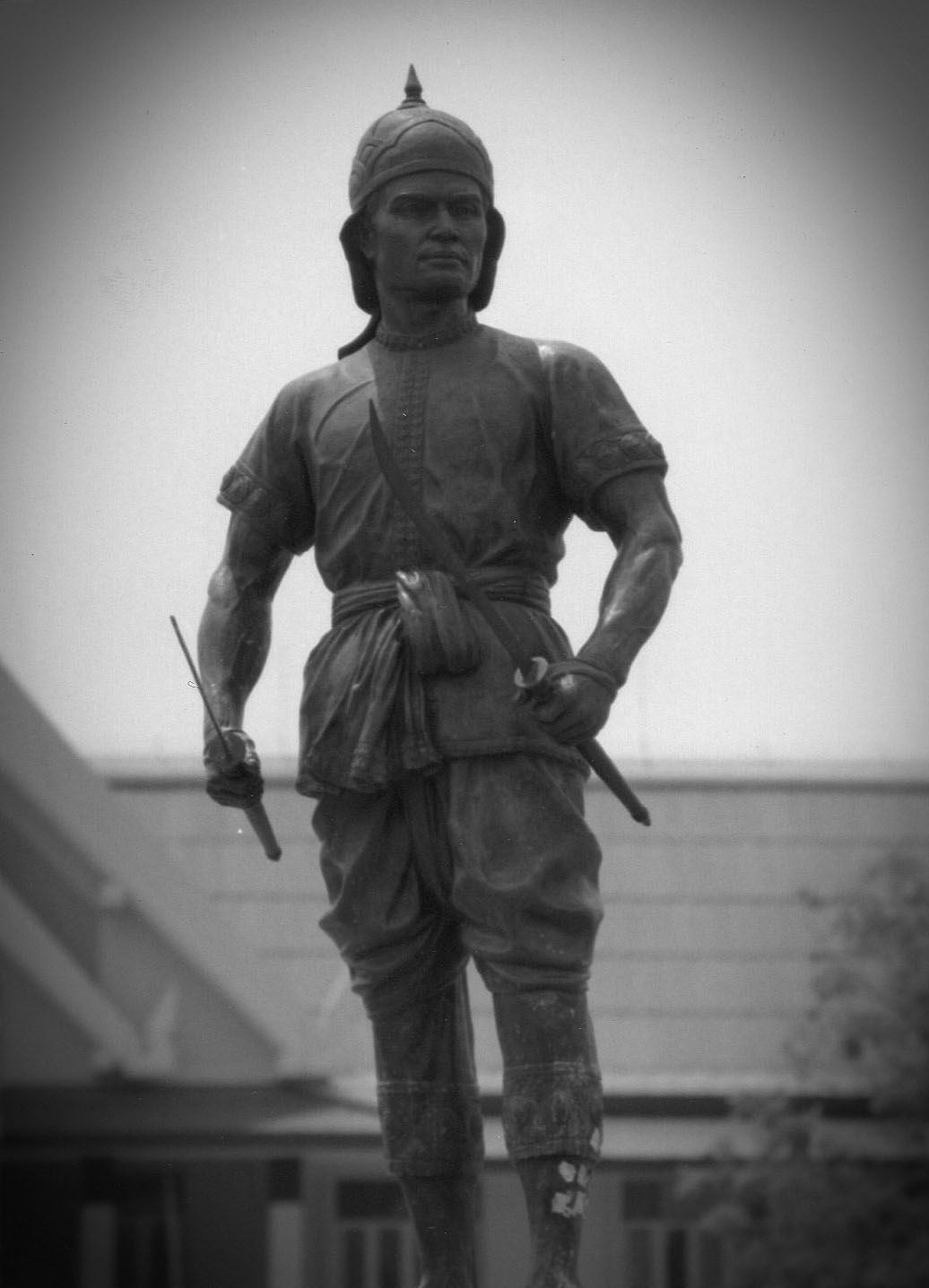
Phraya Phichai

Nato povero con il nome Choi, figlio di un coltivatore di riso, iniziò a studiare da monaco, ma poi fu allontanato per aver osato affrontare e battere un ricco nobile del paese. Incominciò un percorso di studio e formazione della Pahuyuth. Percorso che lo portò a vincere molte competizioni fino a diventare la guardia personale di Phraya Tak, che sarebbe diventato l'unico sovrano del Regno di Thonburi con il nome di Taksin il Grande. Choi fu il braccio destro di Phraya Tak e si distinse in molte azioni di guerra. Fu ricompensato da re Taksin che gli affidò il governatorato di Phichai, città natale di Choi, con il titolo di Phraya Phichai. Famosa è la battaglia in cui Phraya Phichai respinse un attacco alla città portato dai birmani, durante il quale continuò a combattere con entrambe le proprie spade anche quando una si ruppe. Tale impresa gli ha valso l'appellativo di Phraya Phichai Dab Hak, letteralmente "marchese di Phichai dalla spada rotta".
Muen Plan
Nel 1788, durante il regno di Rama I, due fratelli francesi arrivarono nel Regno del Siam. Si erano fatti una reputazione sconfiggendo diversi pugili in Indocina e vennero per battersi con i siamesi, che accettarono la sfida. Fu incaricato un principe siamese di cercare un difensore dell'onore nazionale, e scelse un membro della protezione reale del palazzo - Muen Plan. L'incontro si svolse sul terreno davanti al Grande Palazzo Reale, Muen Plan indossava un abito reale da battaglia e sul braccio aveva a protezione il proprio Kruang Rang. Questo abilissimo combattente sconfisse i due fortissimi francesi in breve tempo e fu dopo l'incontro che il re Rama I gli assegnò il nome Muen Plan, letteralmente “regno della distruzione”, a celebrare la sua supremazia devastante.
Phra Chao Sanphet VIII
Il principe Khun Luang Serasak era figlio del re di Ayutthaya Phetracha, fondatore della dinastia Ban Plu Luang, e salì al trono con il nome regale Phra Chao Sri Sanphet VIII. In seguito fu chiamato Phrachao Suea (“il Re Tigre”) a causa della sua ferocia che esprimeva anche come combattente di muay thai. Durante il suo regno il muay thai conobbe un periodo d'oro (dovuto anche al fatto che lo stesso re la praticava), si narra che il sovrano dovesse partecipare in incognito ai combattimenti perché se avesse rivelato la sua vera identità nessuno avrebbe accettato di battersi con lui. Il re intendeva misurare la propria bravura nella pratica della Pahuyuth e verificare se le sue vittorie erano dovute al fatto che era re o perché era un bravo guerriero.
In un tempio di Ban Pajanta nel distretto di Wiset Chai Chan, vi fu una celebrazione durante la quale si svolsero incontri di muay thai. Il re raggiunse il tempio con il proprio seguito e finse di essere un pugile di passaggio in città accompagnato dagli aiutanti, uno dei quali fu mandato ad organizzare il combattimento. Il promotore dell'evento volle valutare l'abilità del nuovo arrivato, che chiese di affrontare il campione locale. Le cronache di quel tempo definirono la lotta emozionante, nella quale i due lottatori esibirono grande talento. Il sovrano sferrò presto il colpo che decretò la sconfitta del campione locale. In seguito, il Re Tigre continuò a combattere in incognito e a sconfiggere i migliori atleti del regno.
Hanuman (Il dio scimmia)
Si racconta nel Ramakien che il dio Phra Narai si reincarnò in Phra Ram (Rama - re della città d'Ayutthaya) per ricongiungersi con la sua amata Naang Sida e sconfiggerne il rapitore, il demone Nonthok reincarnatosi in Tosakan (re dell'isola Lanka). Per riuscire nell'intento, accettò l'aiuto del dio delle scimmie Hanuman. La leggenda racconta che Hanuman, “la scimmia bianca” figlio di Phra Phai e di Naang Sawaha, era un guerriero formidabile in grado di volare e di mutare il suo aspetto a piacere. Il suo stile di combattimento era basato sulla velocità, sulle inusuali schivate dei colpi avversari, su speciali colpi portati contemporaneamente con gomiti e ginocchia, su salti abbinati a prese o proiezioni portate anche dietro la schiena dell'avversario, su colpi del palmo della mano e/o con gli avambracci, evitando così di ferirsi le mani su bersagli molto resistenti. Queste tecniche erano realizzate senza mai offrire un bersaglio fisso ed evitando il confronto frontale con l'avversario, che veniva colto di sorpresa e costretto a scoprire i propri punti deboli rendendoli vulnerabili.
Per molti secoli i maestri siamesi hanno cercato di creare delle forme di lotta ispirate alle tecniche del dio scimmia Hanuman narrate nel Ramakian. Tale insieme di tecniche non sono mai state racchiuse in un sistema tale da poter essere definito come scuola o stile, ma hanno avuto una notevole importanza nel bagaglio tecnico di molti maestri.

## Terminologia
- Kai muay: palestra-camp
- Nak muay: studente di muay thai
- Nak Su: guerriero muay thai
- Khru: maestro
- Ajarn: gran maestro

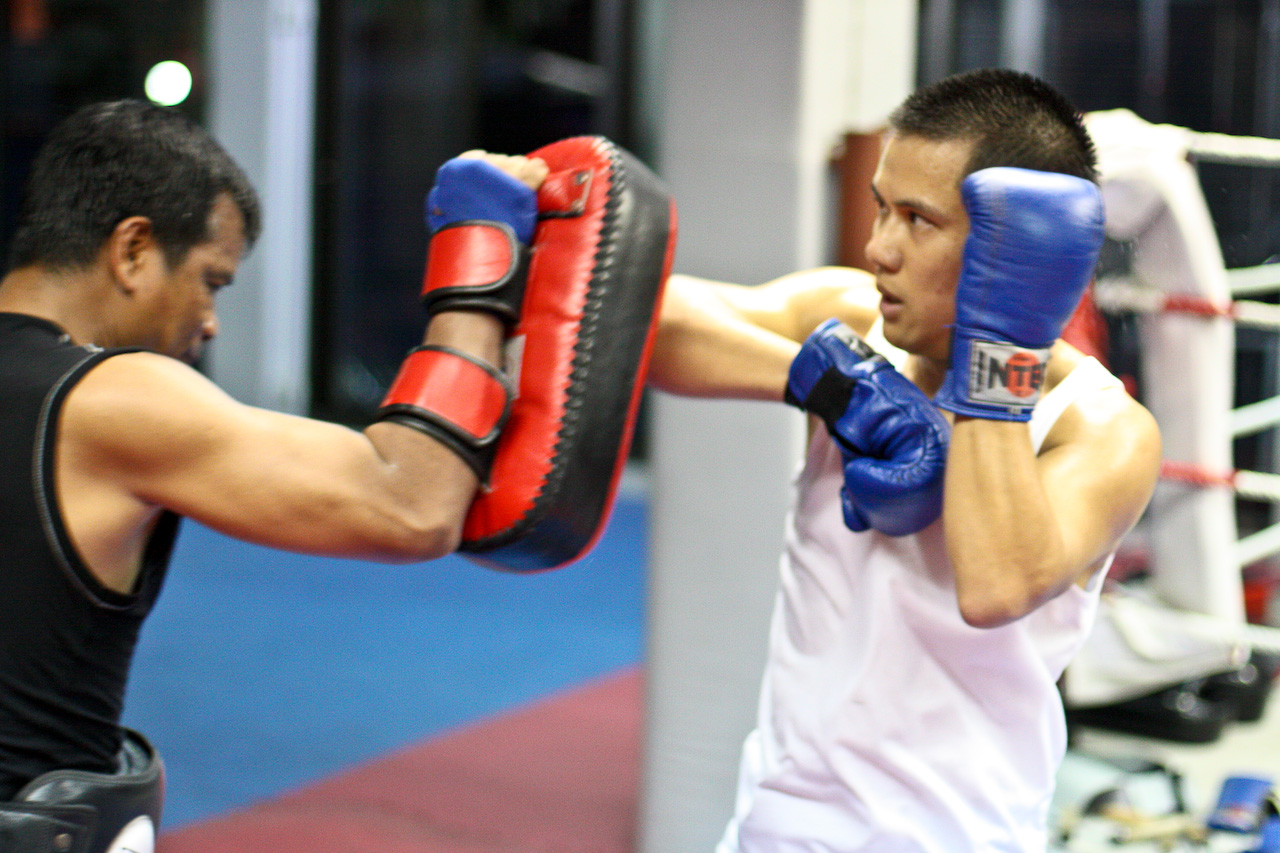
Un combattente durante l'allenamento

- Ian Tao: muoversi in modo generico
- Kum Chum: basculamento (ritmo basculante)
- Phasom Muay: spostamenti sull'asse frontale
- Kom Muay Kee: combinazioni d'attacco/ di difesa
- Chap-Ko: lotta (clinch) tecniche base
- Ram Muay: danza rituale
- Bang: blocco
- Bang Nok: blocco ad incrocio
- Lom: schivata da calcio alto
- Seub: spostamenti nello spazio
- Ghau Cha: perno con rotazione di 90° o 180°
- Ian Sam Kum: tre passi del gigante (sam = 3)
- Den Muay: spostamenti sull'asse laterale
- Wiang: proiezioni
- Ti Lob: schivata con rotazione del busto a destra o sinistra
- Lop Chark: schivata con passo d'uscita a 45°
- Sam Kum: spostamenti (passi) a croce
- Seua Yang: spostamenti in rotazione con cambio di guardia
- Tae Arm Tap: passo del guerriero
- Mah Yong: passo del cavallo
- Narai Kwang Chak: pugni in rotazione
- Kwang Chak Narai: pugno frustato laterale
- Sawasdee Krap: saluto prima dell'allenamento o incontro (Questo è per gli uomini)
- Sawasdee Kaa: saluto prima dell'allenamento o incontro (Questo è per le donne)

Pugni

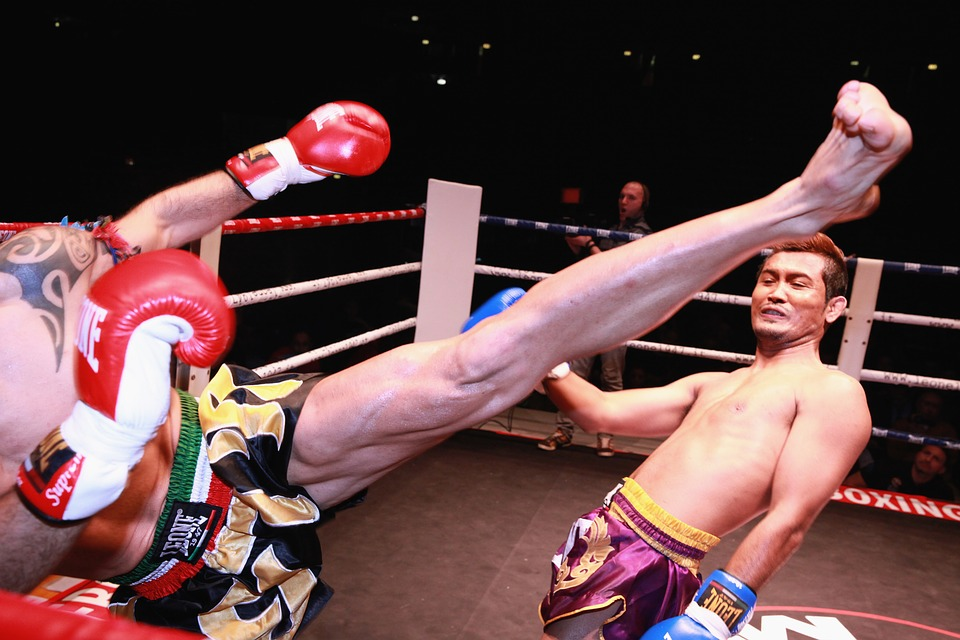
Un combattente tailandese muay si appoggia indietro per eludere un calcio circolare

- Yeb: pugno diretto con braccio avanzato
- Mahd Trong: pugno diretto con passo
- Mahd Kohk: pugno gancio
- Mahd Soi: pugno montante
- Mahd Tawad: pugno con traiettoria discendente
- Mahd Glab: pugno girato

Ginocchiate
- Kao Trong Neb: ginocchiata in linea frontale diretta corpo
- Kao Trong Kor: ginocchiata in linea frontale diretta alla testa
- Kao Kee: ginocchiata laterale
- Kao Kratai: ginocchiata frontale diretta alla coscia (linea bassa)
- Kao Chi-ang: ginocchiata ascendente diagonale
- Kao Kone: ginocchiata laterale con caricamento
- Kao Laa: ginocchiata circolare (tecnica di ginocchio)
- Kao Thad: ginocchiata circolare (tecnica di tibia)
- Kao Loy: ginocchiata volante
- Kao Lod: ginocchiata in spinta“stop kick” in lotta
- Kao Ku: ginocchiata doppia

Gomitate
- Sok Dtad: gomitata circolare orizzontale
- Sok Chi-ang: gomitata ascendente diagonale
- Sok Ngad: gomitata ascendente verticale
- Sok Dti: gomitata orizzontale discendente
- Sok Sab: gomitata discendente verticale
- Sok Pung: gomitata in percussione frontale
- Sok Gratung: gomitata verticale ascendente
- Sok Ku: gomitata doppia
- Sok Glab: gomitata girata
- Sok Glab Fan Lang: gomitata girata discendente
- Sok Glab Quan Lang: gomitata girata orizzontale
- Sok Glab Iak Lang: gomitata girata ascendente
- Sok Kwang: gomitata a spirale
- Ramasun Kwang Kwarn: gomitata saltata discendente con presa
- Rusei Bodi Hac: gomitata saltata discendente senza presa
- Monto Nung Tak: gomitata girata saltata discendente
- Pak Tai Toi: gomitata discendente di rientro dal sok cheng

Calci
- Tae Kaa: calcio circolare basso
- Tae Laa: calcio circolare basso parallelo al terreno
- Tae Lam Tua: calcio circolare medio
- Tae Ken Kor: calcio circolare alla testa
- Tae Chi-ang Kaa (Tae Pa Mak): calcio diagonale ascendente basso
- Tae Chi-ang Lam Tua: calcio diagonale ascendente medio
- Tae Chi-ang Kor: calcio diagonale ascendente alla testa
- Tae Tawad Kaa: calcio circolare discendente basso
- Tae Tawad Lam Tua: calcio circolare discendente al corpo (medio)
- Tae Tawad Kor: calcio circolare discendente alla testa (alto)
- Tae Tien Pai Laa: calcio ascendente basso
- Tae Tien Pai Lam Tua: calcio ascendente medio (al corpo)
- Tae Tien Pai Kor: calcio ascendente alto (al volto)
- Tae Quad Torani: calcio circolare basso sul polpaccio
- Tae Tawad Quad Torani: calcio circolare basso sul polpaccio discendente
- Tae Trong: calcio circolare diretto
- Tae Thad: calcio circolare basso in incidenza
- Tip: calcio frontale

## Rituali pre-combattimento
La fase che precede il combattimento è la parte che si può definire come la più importante per l'atleta. In questi attimi, il combattente deve trovare la concentrazione, la tranquillità e il favore degli spiriti benigni per far sì che il combattimento abbia un buon esito. Tutto questo si verifica con lo svolgimento di tre rituali pre-combattimento che sono questi:
- Kuen Suu Weitee
- Ram Muay
- Pitee Tod Mongkon

Kuen Suu Weitee
L'entrata nel ring è un momento molto importante, essendo un punto focale nella preparazione dell'atleta all'incontro dal punto di vista psicologico. È una fase di meditazione, preghiera e incantesimi e anche un susseguirsi di gesti scaramantici e magici come per esempio il modo di salire le scale del ring e passare le corde. Tutto questo serve per infondere fiducia all'atleta e per sgomberare la mente da pensieri inutili che possono condizionare il modo di affrontare l'incontro.

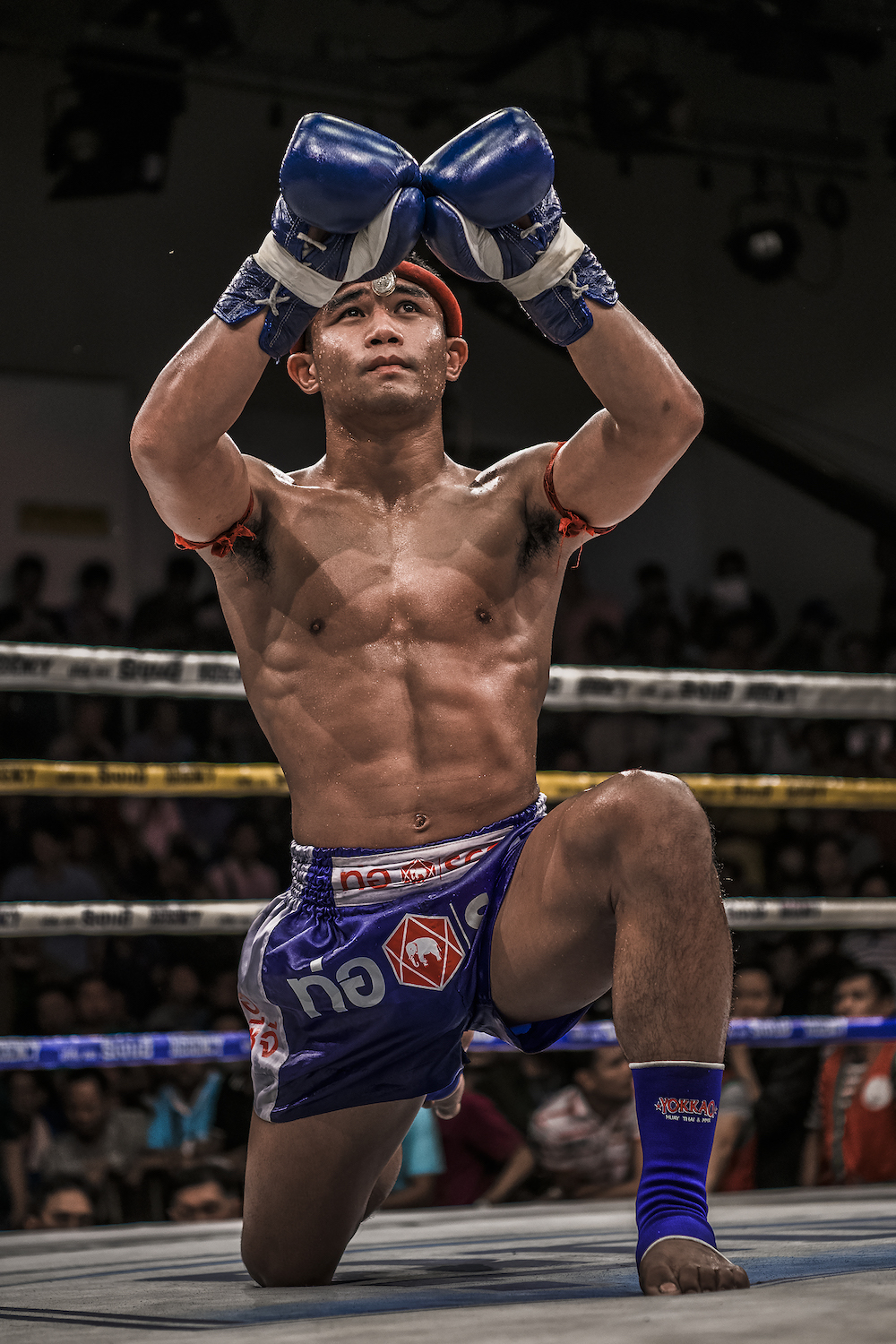
Ram Muay
La Ram Muay è una danza rituale che viene eseguita con movimenti lenti e simbolici accompagnati da una musica che prende il nome di Dontree Muay (musica che accompagna tutto lo svolgimento dell'incontro, l'intensità della Dontree Muay cresce man mano che l'incontro si fa più cruento). Questa danza serve per ottenere il favore degli spiriti benigni e per scacciare gli spiriti maligni dal terreno dello scontro. Questo rituale ha una valenza non solo religiosa ma anche pratica, infatti, viene usata come forma di stretching per riscaldare i muscoli e prepararli allo scontro.
L'esecuzione di questa danza viene accompagnata dalla recitazione in modo silenzioso di preghiere e formule magiche propiziatorie, che servono per ottenere un buon esito dello scontro. I movimenti che caratterizzano la Ram Muay possono variare o essere completamente diversi a seconda della scuola di appartenenza o dello stile di combattimento utilizzato dall'atleta. La Ram Muay oltre ad avere un significato mistico-religioso mira fondamentalmente a dimostrare devozione religiosa, umiltà e gratitudine da parte dell'allievo, nei tempi antichi il rituale era rivolto a dimostrare devozione al Re e al proprio mentore, oggi invece è rivolto all'organizzatore dell'incontro e al proprio allenatore.
La Ram Muay si sviluppa in tre fasi fondamentali:
- Whai Khru o Whai Khru Ram Muay
- Taa Phrom Naang
- Phrom Si Na

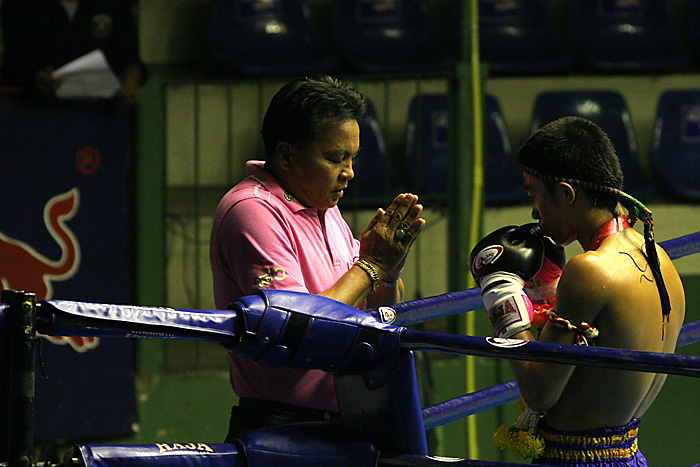
Wai Khru
Il Wai Khru è una delle parti più importanti della Ram Muay, è un rito di puro rispetto che prende varie forme in diversi contesti. Per capire il significato di Wai Khru in modo corretto nel contesto del muay thai bisogna sapere che Khru in lingua thai vuol dire ” maestro“, termine che nella cultura thai viene dato ai genitori nell'ambito famigliare, ai monaci nel contesto religioso e più in generale al re. Il termine Wai indica il tradizionale modo thai di riverire e salutare. Chiunque fruisce degli insegnamenti rispetta in maniera assoluta il proprio maestro e tratta i suoi pari come se fossero i propri fratelli e sorelle.
Esistono tre diverse forme di Wai Khru che gli allievi imparano durante il loro tragitto di apprendimento:
- Kuen Khru, Yor Krhu: Questa è la forma che viene eseguita dall'allievo quando viene accettato come studente dal maestro, che si impegna a insegnargli tutto il suo sapere.
- Wai Khru Prajam Pee: Questa è una forma particolare del Wai Khru che viene eseguita in occasioni particolari, (ad esempio in occasione di celebrazioni religiose), come omaggio al proprio maestro e come forma di rispetto per i maestri passati
- Wai Khru Ram Muay: Questa è la forma che gli atleti eseguono prima di un combattimento e assume questo nome perché il Wai Khru viene inserito in una danza rituale detta Ram Muay.

Molti sostengono che ci sia una quarta forma della Wai Khru detta Krob Khru, forma che viene riservata a coloro che dopo un lungo percorso d'apprendimento vengono iniziati al ruolo di insegnanti, e ritenuti pronti per diffondere le proprie conoscenze. Questa danza è senza dubbio un aspetto affascinante e spettacolare del muay thai e non essendo strettamente legata alla religione può essere eseguita anche da atleti occidentali.
Oltre ad essere un segno di omaggio e rispetto verso il proprio maestro, questa danza è ricca di significati che assumono un valore differente a seconda dell'atleta che la esegue, ma tutti gli atleti, in segno di rispetto, si volgono verso il proprio maestro e devono effettuare tre inchini “Saam Krab” alternandoli alla classica posizione delle mani congiunte in preghiera che prende il nome di “Thep Panom”. Con questi passaggi si intende ringraziare e omaggiare la propria nazione, la propria religione, e il proprio maestro e tutti i guerrieri Thai presenti e passati. Il termine Wai Khru tradotto letteralmente vuol dire omaggio al maestro, ovvero a colui che ti ha donato il suo sapere.
Taa Phrom Naang
Questa parte della Ram Muay viene svolta a terra; l'atleta effettua movimenti lenti e precisi che simulano i vecchi bendaggi utilizzati nei tempi antichi, il volo del cigno simbolo di libertà (considerato un animale sacro). I movimenti vengono ripetuti tre volte per omaggiare il proprio maestro, i guerrieri passati, la propria patria e la propria religione. In più questa fase permette all'atleta di fare stretching alle gambe preparandole per l'incontro.
Phrom Si Na
Questa fase della Ram Muay è la parte in piedi della danza, in cui l'atleta ripete per tre volte gli stessi movimenti fatti nel Taa Phron Naang con lo stesso significato, in questa fase si stimolano le anche per prepararle allo sforzo che subiranno durante l'incontro.
Questa è una parte importante per il pugile, in quanto egli mette in mostra la propria indole guerriera all'avversario compiendo ripetute volte il passo del guerriero.
Pitee Tod Mongkon
Una volta finite tutte le fasi della Ram Muay l'atleta va verso il proprio maestro, che con le mani congiunte sul volto inizia la recitazione silenziosa di preghiere e formule magiche propiziatorie per il buon esito del combattimento. Finite le preghiere, i riti propiziatori e pronunciata la formula "da uomo diventi guerriero" toglie dalla testa dell'allievo il Mongkon e lo pone sul proprio angolo con la funzione di proteggere l'allievo dagli spiriti maligni per tutta la durata dell'incontro.